# 伊藤一郎 (男爵)
伊藤 一郎（いとう いちろう、1888年（明治21年）3月26日 - 1973年（昭和48年）2月28日）は、大正から昭和期の鉱山技師、政治家、華族。貴族院男爵議員。

## 経歴
伊藤恭四郎の二男として生まれる。祖父・伊藤圭介の養子となり、祖父の死去に伴い、1901年（明治34年）1月23日、家督を継承し、同年4月19日、男爵を襲爵した。
1913年（大正2年）7月、東京帝国大学工科大学冶金学科を卒業。同年、三菱合資会社に入社し生野鉱山技師に就任。以後、同社大阪製煉所技師、三菱鉱業（現三菱マテリアル）鉱業研究所長、堺化学工業専務取締役などを務めた。
1932年（昭和7年）7月10日、貴族院男爵議員に選出され、公正会に所属して活動し1947年（昭和22年）5月2日の貴族院廃止まで2期在任した。

## 親族
- 妻：久米（くめ、小野田健二郎長女）[1]
- 長男：圭一[1]